# Logariasta

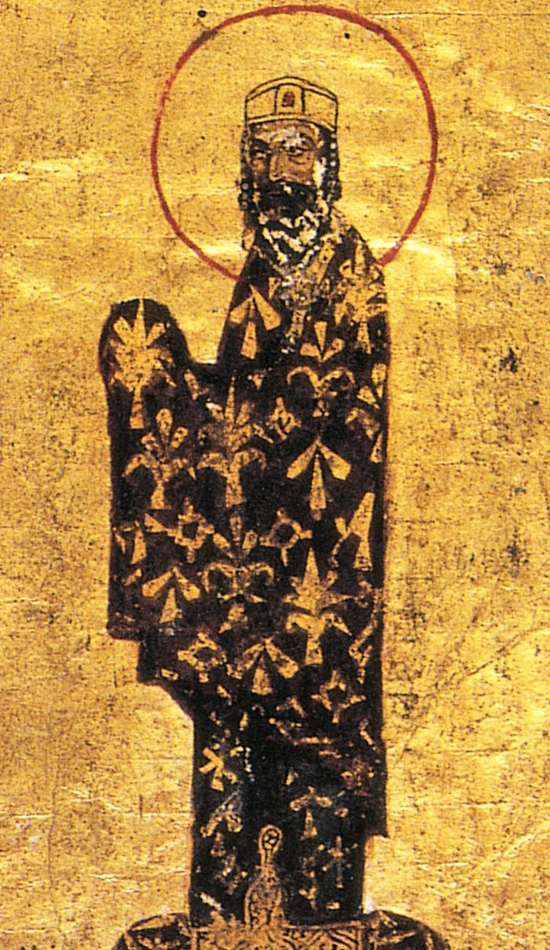
Retrato de Alejo I Comneno procedente de un manuscrito griego de la biblioteca del Vaticano.

Logariasta (en griego: λογαριαστής, «contador») fue un tipo de funcionario financiero en el Imperio bizantino desde principios del siglo siglo XI en adelante, con la tarea de controlar los gastos.
El puesto se menciona por primera vez en 1012, y existía tanto en las oficinas financieras (sekreta) del gobierno central como las de logoteta general, vestiarion y sacelario, así como en la administración provincial, en monasterios o fincas privadas. El logariasta aparece en las fuentes hasta el siglo siglo XV.
El emperador Alejo I Comneno creó el cargo de gran logariata (en griego: μέγας λογαριαστής, «gran contador»), certificado por primera vez en 1094. Inicialmente compartió el deber de auditor general del fisco con los sacelarios, pero pronto reemplazó a estos últimos en su totalidad. El puesto está atestiguado hasta el siglo siglo XIV. A mediados del siglo siglo XIV, el Libro de Oficios de Pseudo-Codinos, el gran logariasta ocupaba el puesto 40 en la jerarquía del palacio, siguiendo al logoteta doméstico y precediendo al protocinego.  Según Pseudo-Codinos, para su época no tenía ninguna función, sino meramente una dignidad honorífica. El traje del oficio era idéntico al de logoteta doméstico, es decir, un turbante (faceole) y el epilúrico, una prenda que se usaba sobre una armadura.
En el siglo siglo XIV, se certifica el cargo especial de logariasta de la corte (en búlgaro: λογαριαστὴς τῆς αὐλῆς), responsable de pagar los sueldos de ciertos cortesanos.  También se registra a un logariasta de la crisóbula (en griego: λογαριαστὴς τῶν χρυσοβοῦλλων), pero sus funciones no están claras.